# Ethernet

Ethernet (/[ˈeːtɐˌnɛt]/ sau pronunție în engleză [ˈi:θərnɛt]) este denumirea unei familii de protocoale de rețele de calculatoare bazată pe transmisia cadrelor (engleză frames) și utilizată la implementarea rețelelor locale de tip LAN. Numele provine de la cuvântul englez ether (tradus: eter), despre care multă vreme s-a crezut că este mediul în care acționau și comunicau zeitățile. Ethernet-ul se definește printr-un șir de standarde pentru cablare și semnalizare electrică aparținând primelor două niveluri din Modelul de Referință OSI - nivelul fizic și legătură de date. Pronunția e întrucâtva asemănătoare cu pronunția cuvântului Internet, a nu se confunda!
Ethernet-ul este standardizat de IEEE în seria de standarde IEEE 802.3. Aceste standarde permit transmisia datelor prin mai multe medii fizice, cum ar fi:
- cabluri coaxiale, folosite în primele rețele Ethernet
- cabluri torsadate - pentru conectarea sistemelor individuale la rețea, și
- cabluri de fibră optică - pentru structura internă (backbone = magistrală) a rețelei.

Ethernet-ul a început să se răspândească începând din anii 1980, dezvoltându-se în detrimentul altor tehnologii cum ar fi Token Ring, FDDI și ARCNET, până când a ajuns practic singurul protocol de nivel 2 de pe piață.

## IstoriaEthernet-ului
În 1973, la Centrul de Cercetări de la Palo Alto al corporației Xerox PARC, Robert Metcalfe a proiectat și testat prima rețea Ethernet. El a dezvoltat metode fizice de cablare ce conectau dispozitive pe Ethernet, ca și standardele care guvernau comunicația pe cablu.
Inițial, comunicația se desfășura la viteza de cca. 3 Mbps, pe un singur cablu, partajat de toate dispozitivele din rețea. Acest lucru a permis extinderea rețelei fără a necesita modificări asupra dispozitivelor existente în rețea.
În 1979 Digital Equipment Corporation (DEC) și Intel s-au asociat cu Xerox pentru standardizarea sistemului. Prima specificație a celor trei companii, denumită Ethernet Blue Book, a fost lansată în 1980, cunoscută și sub denumirea DIX standard. 
Era un sistem pe 10 Mbit/s ce utiliza cablu coaxial gros ca  backbone în interiorul unei clădiri,  cu cabluri coaxiale subțiri legate la  intervale de 2.5 m pentru a conecta stațiile de lucru.
IEEE (Institute of Electrical and Electronic Engineers) a lansat în 1983 standardul oficial Ethernet denumit IEEE 802.3 după numele grupului de lucru care a răspuns de dezvoltarea sa. În 1985 a lansat versiunea 2 (IEEE 802.3a) cunoscută sub denumirea Thin Ethernet sau 10Base2, în acest caz lungimea maximă a cablului este 185 m, chiar daca "2" sugerează că ar trebui să fie de 200 m.

## Descriere generală
Ethernet-ul a fost inventat pe baza ideii că pentru a lega computerele între ele astfel ca să formeze o rețea este nevoie de un mediu de transmisie central cum ar fi un cablu coaxial partajat.
Conceptul și implementarea Ethernet-ului s-au dezvoltat în continuu, ajungându-se azi la tehnologiile de rețea complexe, care constituie fundamentul majorității LAN-urilor actuale. În loc de un mediu (cablu) central, tehnologiile moderne utilizează legături de tipul „punct-la-punct”, hub, switch (română: comutator), bridge (punte) și repeater, bazate pe fire electrice de cupru torsadate care reduc costurile instalării, măresc fiabilitatea și înlesnesc managementul și reparațiile rețelei.
La nivelele de deasupra nivelului fizic, aparatele dintr-o rețea Ethernet comunică între ele prin împărțirea mesajelor în multe pachete mici, care se transmit și se recepționează unul câte unul (dar foarte repede). Fiecare aparat legat la rețea primește o adresă de la protocolul Media Access Control (Adresă MAC), unică, alcătuită din 48 biți, și care se folosește la identificarea atât a sursei cât și a destinației pachetelor.
Toate adaptoarele de rețea (NIC) primesc încă din fabrică o adresă unică, și în mod normal nici un adaptor nu acceptă pachete adresate altcuiva. La nevoie adresa poate totuși fi schimbată, de exemplu atunci când un adaptor se defectează și trebuie înlocuit cu unul nou, dar păstrându-se adresa MAC veche.
Cu toate progresele făcute, și anume plecând de la cabluri coaxiale groase care ajungeau la  viteze de transmisie de maximum 10 Mbit/s, și până în zilele noastre, când rețelele Ethernet cu fibre optice ajung la viteze de pânâ la 100 Gbit/s (prin standardul IEEE 802.3ba), formatul cadrelor nu s-a schimbat, astfel încât toate rețelele Ethernet pot fi interconectate fără probleme. În plus, datorită marii răspândiri a rețelelor Ethernet, scăderii permanente a costurilor pentru hardware, precum și miniaturizării tuturor componentelor Ethernet, în ziua de azi funcționalitatea Ethernet se poate implementa la PC-uri direct pe placa de bază, fără a mai fi nevoie de o placă de rețea separată.

## Standardizare

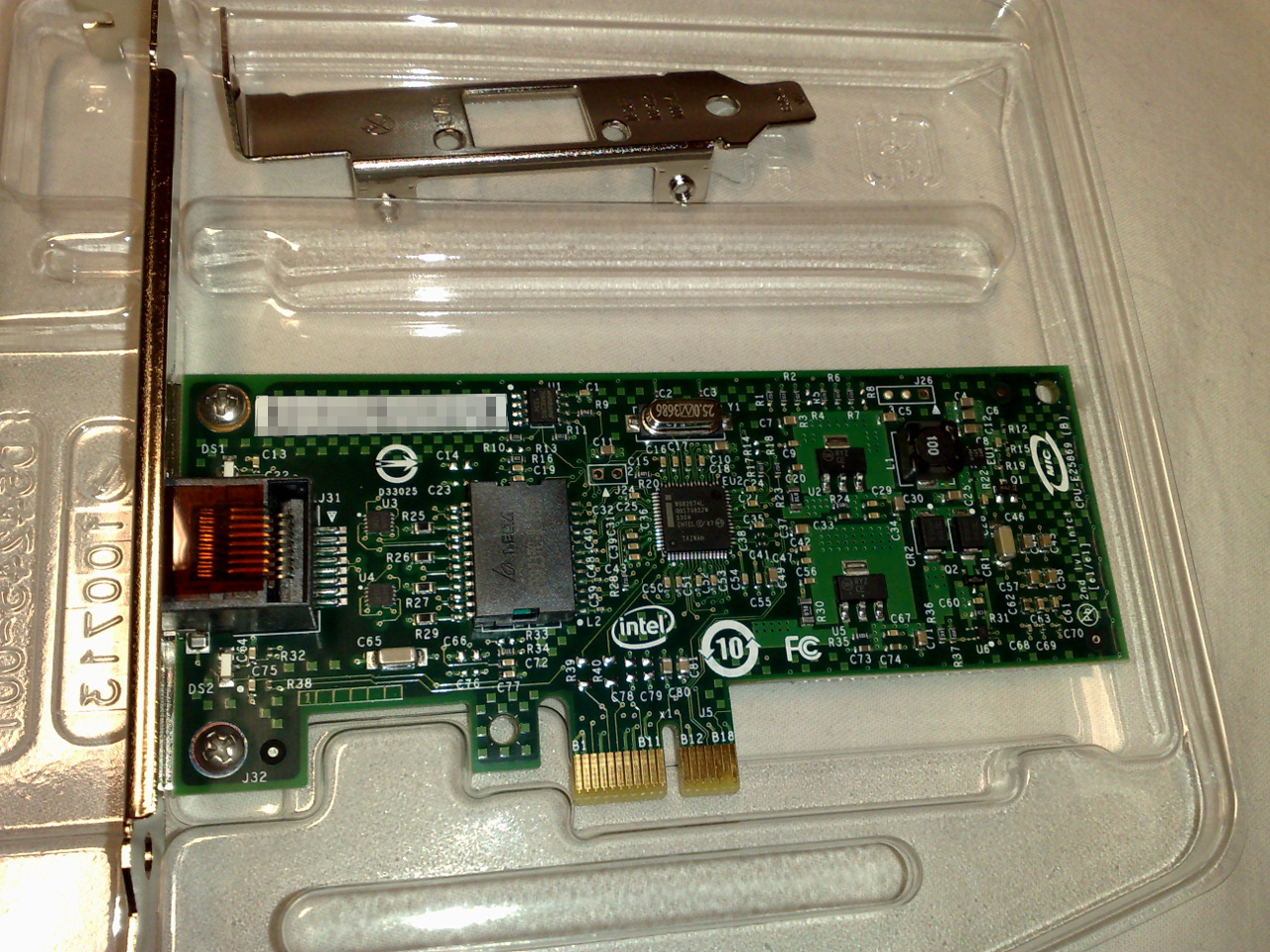
Un Intel 82574L Gigabit Ethernet NIC, PCI Express ×1 card

În februarie 1980, Institutul Inginerilor Electrotehnicieni și Electroniști (IEEE) a început proiectul 802 de standardizare a rețelelor locale (LAN). „Grupul DIX” alături de Gary Robinson (DEC), Phil Arst (Intel) și Bob Printis (Xerox) au prezentat așa-numita specificație CSMA/CD „Cartea albastră” ca candidat pentru specificația LAN. În plus față de CSMA/CD, Token Ring (acceptat de IBM) și Token Bus (selectat și de acum încolo suportat de General Motors) au fost, de asemenea, considerați candidați pentru un standard LAN. Propunerile concurente și interesul larg pentru inițiativă au dus la un dezacord puternic cu privire la tehnologia de standardizat. În decembrie 1980, grupul a fost împărțit în trei subgrupuri, iar standardizarea a procedat separat pentru fiecare propunere.
Întârzierile în procesul de standardizare pun în pericol introducerea pe piață a stației de lucru Xerox Star și a produselor LAN Ethernet 3Com. Având în vedere astfel de implicații comerciale, David Liddle (Director General, Xerox Office Systems) și Metcalfe (3Com) au susținut cu tărie o propunere a lui Fritz Röscheisen (Siemens Private Networks) pentru o alianță pe piața emergentă a comunicațiilor, inclusiv sprijinul Siemens pentru standardizarea internațională a Ethernet (10 aprilie 1981). Ingrid Fromm, reprezentantul Siemens la IEEE 802, a obținut rapid un sprijin mai larg pentru Ethernet dincolo de IEEE prin înființarea unui grup de sarcini concurent „Rețele locale” în cadrul sistemului european de standardizare ECMA TC24. În martie 1982, ECMA TC24 cu membrii săi corporativi au ajuns la un acord cu privire la un standard pentru CSMA/CD bazat pe proiectul IEEE 802. Deoarece propunerea DIX a fost cea mai completă din punct de vedere tehnic și datorită acțiunii rapide întreprinse de ECMA, a contribuit decisiv la concilierea opiniilor în cadrul IEEE, standardul IEEE 802.3 CSMA/CD a fost aprobat în decembrie 1982. IEEE a publicat standardul 802.3 ca proiect în 1983 și ca standard în 1985.
Aprobarea Ethernet la nivel internațional a fost realizată printr-o acțiune similară, transversală, cu Fromm, în calitate de ofițer de legătură care lucrează la integrarea cu Comitetul tehnic 83 al Comisiei electrotehnice internaționale (IEC) și cu Comitetul tehnic al Organizației Internaționale pentru Standardizare (ISO) 97 Subcomitetul 6. Standardul ISO 8802-3 a fost publicat în 1989.

## Caracteristici fizice
Cele mai vechi medii de transmisie pentru protocolul Ethernet au fost cablurile coaxiale groase (standardul 10BASE5) și subțiri (10BASE2). A urmat apoi cablul torsadat, care este prezent în toate standardele începând cu 10BASE-T (10 Mbps). Odată cu mărirea vitezei, distanțele pentru care funcționează Ethernet-ul pe cupru s-au redus, ajungând la numai 10 m pentru 100 Gbps. Pentru a asigura conectivitatea la viteze și pe distanțe mari s-a trecut la fibra optică. Potrivit unor estimări, este posibil ca Ethernet-ul să ajungă la o viteză de transfer de ordinul terabiților pe secundă, folosind fibră optică, până în 2015.
Toate protocoalele din familia Ethernet care transmit informație în banda de bază folosesc codarea Manchester cu valorile de +0,85V și -0,85V.

## Formatul cadrului
Există mai multe tipuri de cadre:
- Cadrul Ethernet Versiunea 2 (Ethernet II), numită și cadrul DIX (de la numele companiilor DEC, Intel și Xerox); acesta este cel mai folosit cadru în prezent.
- Implementarea non-standard a companiei Novell, care nu conține antetul LLC (IEEE 802.2).
- Cadrul IEEE 802.2 LLC
- Cadrul IEEE 802.2 LLC/SNAP

Toate aceste tipuri de cadre pot conține în plus și o etichetă (engleză: tag) de tipul IEEE 802.1Q, folosit la identificarea VLAN-ului. Această extensie mărește dimensiunea maximă a cadrului cu 4 octeți, până la 1522 octeți.

Formatul cadrului Ethernet folosit în prezent

### Cadre incomplete
Cadrele incomplete sunt cele care au o lungime mai mică decât cea specificată de standard (64 de octeți). Astfel de cadre apar cel mai des din cauza coliziunilor din rețea, dar și datorită unor probleme cu plăcile de rețea sau cu implementarea software a stivei de protocoale.

### Cadrul Ethernet (IEEE 802.3)

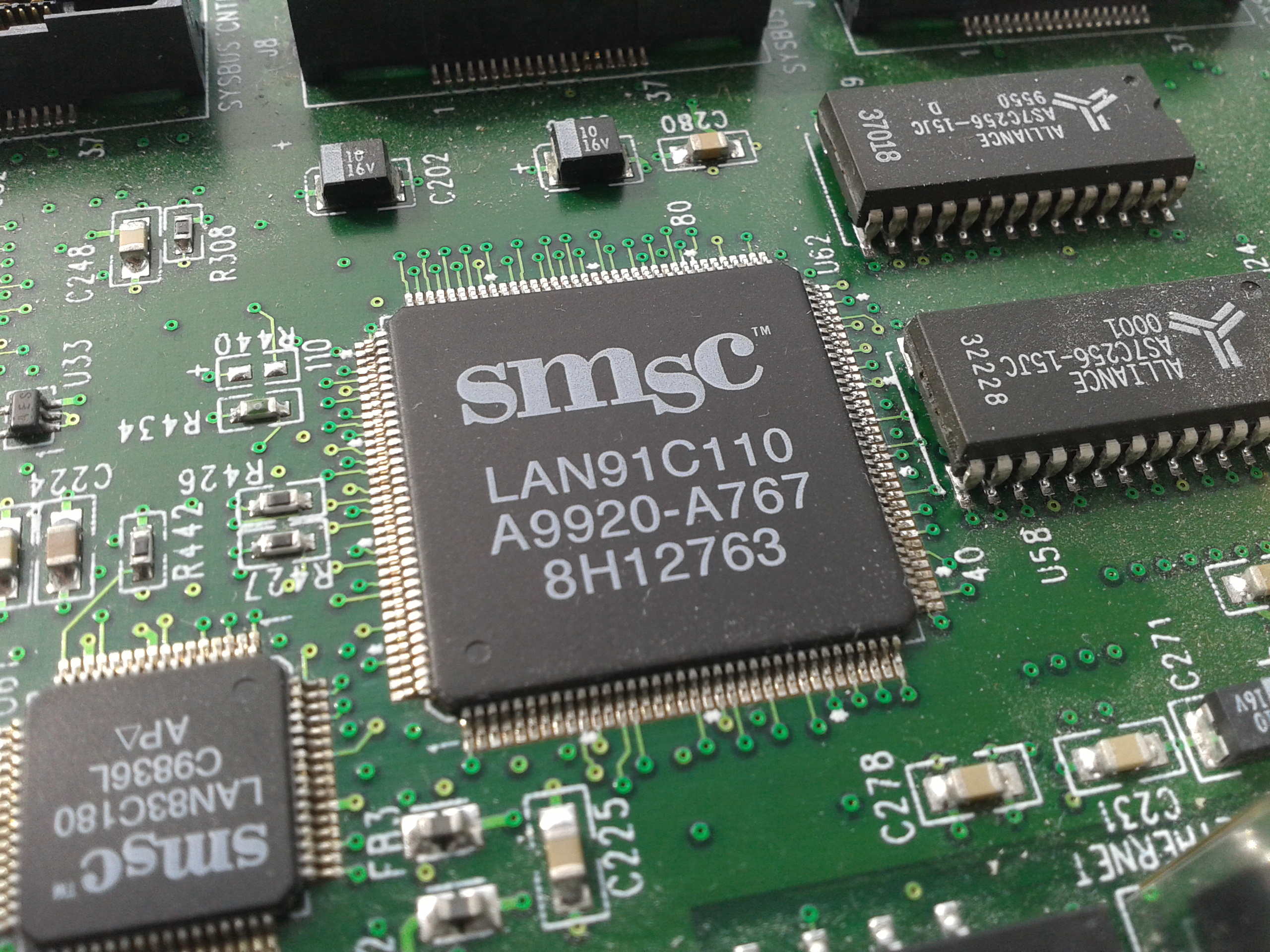
Cipul SMSC LAN91C110 (SMSC 91x), un cip Ethernet încorporat

Dimensiunea maxima a cadrului: 1.500 bytes. (Aceasta lungime dicteaza în câte cadre va fi împărțit mesajul. Un mesaj lung va fi impărțit în cadre, care vor fi transmise pe rând. La stația receptoare, după ce ajung toate cadrele, ele sunt recombinate pentru a reconstrui mesajul inițial.)
Semnificatia câmpurilor cadrului:
- Antet (Preambul) – asigură componentelor din rețea timpul necesar detectării prezenței semnalului și citirii semnalului înainte de sosirea datelor.
- SFD (Start Frame Delimiter) – 8 biți ce indică începutul cadrului.
- Date – conține datele furnizate de către nivelul superior (pachetul IP) și numarul de biți din câmpul DATA.
- PAD - dacă cadrul este mai mic decât dimensiunea minima = 46 bytes (de exemplu este ultimul cadru al unui mesaj lung) atunci acest câmp va fi umplut cu informație până când va atinge dimensiunea minimă a cadrului de 46 de bytes.
- FCS (Frame Check Sequence) -pe baza unui algoritm matematic calculeaza CRC (Cyclical Redundancy Check) pentru intregul conținut al cadrului.